# Мыльников, Георгий Степанович (Герой Советского Союза)
Георгий Степанович Мыльников (1917—1945) — командир взвода сапёров 7-го гвардейского отделения сапёрного батальона (1-я гвардейская воздушно-десантная дивизия, 53-я армия, 2-й Украинский фронт) гвардии лейтенант. Герой Советского Союза (1945).

## Биография
Родился 17 апреля 1917 года в селе Маково ныне Володарского района Астраханской области. Работал на рыбозаводе в городе Астрахани.
В Красной Армии с 1938 года. Участвовал в боях у озера Хасан в 1938 году. На фронтах Великой Отечественной войны с июня 1941 года. Особо отличился в боях на территории Венгрии.
9 февраля 1945 года Мыльников погиб в неравном бою. Похоронен на воинском кладбище в городе Штурово, ныне — Словакия
Звание Героя Советского Союза Георгию Степановичу Мыльникову присвоено посмертно 28 апреля 1945 года.